# Ель-Джагбуб
Ель-Джагбуб (араб. الجغبوب‎, al-Jaghbūb, Джарабуб, італ. Giarabub) — віддалена оаза в північно-східний Лівії, розташована посеред Лівійської пустелі приблизно за 320 км на південь від міста Бардія, що на середземноморському узбережжі, і лише за 65 км на захід від кордону з Єгиптом.
Найближчий населений пункт — єгипетське місто Сива. З Сивою ель-Джагбуб пов'язаний не лише географічно, обидві оази мають спільну історію й споріднене берберське населення.
Адміністративно оаза Джагбуб належить до муніципалітету ель-Бутнан з центром у місті Тобрук.
Автомобільна дорога сполучає ель-Джагбуб з Тобруком. Двічі на тиждень між цими містами курсує автобус.
Мало хто з іноземців потрапляє до цієї оази.
12 березня 1890 року в Джагбубі народився Ідрис I (повне ім'я Мухаммед Ідрис ель-Махді ес-Сенусі, араб. محمد إدريس السنوسي, Muḥammad Idrīs as-Sanūsī‎), король Лівії в 1951—1969 роках.

## Географія
Оаза Джагбуб знаходиться на південь від плато Киренаїки, у північній частині Великої піщаної пустелі, що  є складовою найбільшої у світі пустелі Сахара. Ланцюжок солоних озер тягнеться із заходу на схід і ніби утворює тут північний кордон Сахари. На цьому ланцюжку розташовані дві великі оази: ель-Джагбуб на заході та Сива на сході. Містечко Джагбуб є його крайньою західною точкою. Воно розташоване на підвищенні, що підіймається над болотистою низиною. Сама ж оаза утворює депресію, розташовану нижче рівня моря.
Ваді Джагбуб більшу частину року лишається сухим. Дощів в оазі може не бути протягом багатьох років. Місцеві озера живляться підземними водами.
Кліматичні показники за 1961—1990 рр.:
| Клімат ель-Джагбуб                                            | Клімат ель-Джагбуб | Клімат ель-Джагбуб | Клімат ель-Джагбуб | Клімат ель-Джагбуб | Клімат ель-Джагбуб | Клімат ель-Джагбуб | Клімат ель-Джагбуб | Клімат ель-Джагбуб | Клімат ель-Джагбуб | Клімат ель-Джагбуб | Клімат ель-Джагбуб | Клімат ель-Джагбуб | Клімат ель-Джагбуб |
| Показник                                                      | Січ.               | Лют.               | Бер.               | Квіт.              | Трав.              | Черв.              | Лип.               | Серп.              | Вер.               | Жовт.              | Лист.              | Груд.              | Рік                |
| Середній максимум, °C                                         | 19,0               | 20,9               | 25,2               | 29,6               | 34,6               | 38,1               | 38,1               | 37,1               | 35,1               | 30,1               | 24,7               | 21,1               | 29,5               |
| Середній мінімум, °C                                          | 5,1                | 6,2                | 9,0                | 12,8               | 16,7               | 19,7               | 20,4               | 20,7               | 18,8               | 15,5               | 10,6               | 6,5                | 13,5               |
| Середня кількість сонячних годин на місяць                    | 6,9                | 8,4                | 8,6                | 8,5                | 9,9                | 11,0               | 11,9               | 11,7               | 10,1               | 9,2                | 8,5                | 7,0                | 9,3                |
| Норма опадів, мм                                              | 12                 | 15                 | 4                  | 10                 | 11                 | 0                  | 0                  | 0                  | 13                 | 10                 | 3                  | 12                 | 90                 |
| Днів з опадами                                                | 1                  | 0                  | 0                  | 0                  | 0                  | 0                  | 0                  | 0                  | 0                  | 0                  | 0                  | 0                  | 3                  |
| Вологість повітря, %                                          | 55                 | 54                 | 46                 | 37                 | 33                 | 31                 | 33                 | 40                 | 42                 | 43                 | 50                 | 50                 | 43                 |
| ------------------------------------------------------------- | ------------------ | ------------------ | ------------------ | ------------------ | ------------------ | ------------------ | ------------------ | ------------------ | ------------------ | ------------------ | ------------------ | ------------------ | ------------------ |
| Джерело: Das Klima in Giarabub (Jaghbub). WetterKontor (нім.) |                    |                    |                    |                    |                    |                    |                    |                    |                    |                    |                    |                    |                    |

## Населення
Корінним населення оази є бербери, і воно є спорідненим з населенням сусідньої оази Сива.
Тривалий час жителі ель-Джагбуба перебували під потужним впливом арабської мови та культури. Невідомо, чи хто ще говорить зараз в оазі берберською мовою.

## Релігія
Жителі оази ель-Джагбуб є мусульманами-сунітами. Значним впливом користується суфійський орден Сенусія. Тут знайшов свій спочинок Мухаммед бен Алі ес-Сенусі (араб. محمد بن علي السنوسي, Muḥammad b. ʿAlī as-Sanūsī, 1791—1859), мусульманський вчитель-реформатор, засновник ордену Сенусія, чиє трактування фундаменталістського ісламу в 1840-х роках було прийняте племенами, що населяли пустелю Киренаїки.
В оазі є мечеть і гробниця Мухаммеда ес-Сенусі; ця купольна гробниця домінує над містом. У минулому в Джагбубі діяли мусульманський університет і бібліотека. Ель-Джагбуб і досі лишається священним містом сенуситів. Багато паломників спеціально перетинають Сахару, щоб потрапити сюди на шляху до Мекки.

## Сторінки історії
Оаза Джагбуб лежить на давньому шляху караванів та паломників. Історично вона була тісно пов'язана із сусідньою оазою Сива.
У 1855 році ель-Джагбуб, перебуваючи поза межами османського контролю, стає резиденцією голови суфійського ордену Сенусія, який очолював спротив населення Північної Африки турецькому пануванню. На початку XX ст. оаза стала духовним центром місцевого опору європейському колоніалізму. Колишній палац Сенусія зараз знаходиться в руїнах.
У результаті італо-турецької війни 1911-12 рр. Італія окупувала турецькі Триполітанію та Киренаїку й утворила на їх території свою колонію Лівія. Сенусити, маючи деяку підтримку з Єгипту і Туреччини, продовжували збройну боротьбу проти колонізаторів. У часи Першої світової війни їх очолив Мухаммед Ідрис ес-Сенусі, майбутній король Лівії. Враховуючи вплив сенуситів, італійці з прагматичних міркувань змушені були визнати Ідриса спадковим еміром внутрішніх районів.
У 1925—1926 рр. відбулася демаркація кордонів між італійською Лівією та Єгиптом. За так званим Джагбубським договором, Єгипет під тиском Англії та Франції погодився поступитися оазою Джагбуб на користь італійців. Це було платою за участь Італії у Першій світовій війні на боці Антанти. Мухаммед Ідрис ес-Сенусі перебрався до Єгипту. Попри поступку, Єгипет продовжував уважати оазу ель-Джагбуб своєю й висував територіальні претензії до Лівії ще до 1950 року.
Джагбуб стає найпівденнішою з ланцюга італійських прикордонних застав, розташованих уздовж кордону з Єгиптом. Італійський гарнізон перебував тут з 1925 р., він виконував також функції контролю за бедуїнами. У лютому 1931 року італійський окупаційний уряд вирішив побудувати огорожу з колючого дроту від середземноморського порту Бардія до оази ель-Джагбуб завдовжки 270 км. Під охороною патрулювання броньовиків і повітряних сил, паркан мав на меті відрізати повстанців від їх джерел харчування та контактів з керівництвом Сенусія в Єгипті. Будівництво паркану розпочалося у квітні й було завершене у вересні. Цей захід разом з депортацією майже всього населення Джебель-Ахдар прискорив придушення заколоту. Паркан ще існує уздовж лівійсько-єгипетського кордону біля Тобруку, де закінчується ель-Джагбуб і розпочинається Велике Піщане море.
Напередодні Другої світової війни в оазі Джагбуб жило близько 4000 берберів. Місцевий гарнізон нараховував тоді приблизно 2000 військовослужбовців, з них близько 1200 італійців з метрополії, решта — колоніальні лівійські війська. У грудні 1940 року цей італійський аванпост обложили війська Британської Співдружності, що складалися переважно з австралійських підрозділів. Австралійці відрізали всі шляхи комунікацій і позбавили Джагбуб зв'язку з основними силами Італії. Попри скрутну ситуацію, італійський гарнізон під командою підполковника (італ. tenente colonnello) Сальваторе Кастанья (італ. Salvatore Castagna) зміг протриматись майже до кінця березня 1941 року. Героїчна оборона оази набула популярності в Італії. Їй був присвячений фільм «Джарабуб» режисера Гоффредо Алессандріні (італ. Goffredo Alessandrini), знятий 1942 року.
1951 р. Лівія отримала формальну незалежність. Очолив її король Ідрис I, уродженець Джагбубу. Він залишався на чолі країни до 1969 року, коли до влади прийшов Муаммар Каддафі.
Ще раз засвітилася оаза Джагбуб під час короткої прикордонної війни між Лівією та Єгиптом у липні 1977 року. Сталися перестрілки, авіаційні нальоти, напад єгипетських десантників на ель-Джагбуб. Врешті обидві сторони заявили про свою перемогу, жодних територіальних змін не відбулося. 

## Культура
Місто Джагбуб складається з традиційних будинків, що є справжньою рідкістю в сучасної Лівії. Більшість із них є двоповерховими й збудовані з природного каменю і стовбурів пальм.
Оаза утворює широкий простір з чудових зелених гаїв фінікової пальми та фруктових дерев, посівів городини, зернових і кормових культур. Крім фініків, що є основною місцевою культурою, жителі оази вирощують широкий асортимент фруктів, овочі (перець, помідори, картоплю). Джагбубці купують деякі товари, що привозять із зовнішнього світу, натомість експортують фініки.
Процвітання сільського господарства є можливим завдяки значним запасам води, які отримують з артезіанських свердловин.